# Molobratia inopportunus
Molobratia inopportunus là một loài ruồi trong họ Asilidae. Molobratia inopportunus được Walker miêu tả năm 1860.